# 知世俊作
知世俊作（日语：トモセ シュンサク，9月29日—），日本插畫家、原畫師。出身於福岡縣。

## 人物簡介
早年在KADOKAWA旗下出版社enterbrain的雜誌《Magi-Cu》出道之後，主要在另一間旗下出版社ASCII Media Works的雜誌《電擊萌王》和《月刊Comic電擊大王》，以及其它出版社的雜誌《COMIC POTPOURRI CLUB》發表創作。同時也參加遊戲公司的姐妹品牌的原畫或人物設計工作，2011年與遊戲編劇衣笠彰梧另外成立。
於『這本輕小說真厲害！』插畫家部門排名中，2019年度進入第10名，2020年度攀升至第3名，2021年度首度得到第1名。
同人創作團體『無限軌道A （页面存档备份，存于）』主宰。
而這個筆名來自朋友的本名，然後使用易位構詞遊戲方式命名。

## 作品列表

### 遊戲
- 先生（品牌：ALICESOFT，負責人物設定、原畫）
- （負責原畫）
- 我與極姊與海的Year!!（負責人物設定、原畫）
- 曉之護衛（負責人物設定、原畫）
- 曉之護衛 ～主角們的休息日～（負責人物設定、原畫）
- 曉之護衛 ～重罪末世論～（負責人物設定、原畫）
- （負責人物設定、原畫）
- REMINISCENCE（日语：レミニセンス (ゲーム)）（負責人物設定、原畫）
- 君と一緒に（日语：君と一緒に）（原田泰子的造型設定）
- 聖潔天使（奈亞·拉皮塞拉的造型設定）
- FLOWER KNIGHT GIRL（日语：FLOWER KNIGHT GIRL）（雪花蓮的造型設定）

### 小說插圖
一般
- 她的眼鏡HOLIC（日语：彼女は眼鏡HOLIC）（著：上栖綴人，〈HJ文庫〉，HobbyJAPAN（日语：ホビージャパン））
- 司書與剪刀與短鉛筆（日语：司書とハサミと短い鉛筆）（〈電擊文庫〉，ASCII Media Works／KADOKAWA）
- 小惡魔緹莉與救世主!?（日语：小悪魔ティーリと救世主!?）（著：衣笠彰梧，〈MF文庫J〉，Media Factory／KADOKAWA）台灣角川
- 歡迎來到實力至上主義的教室][2]（著：衣笠彰梧，〈MF文庫J〉，Media Factory／KADOKAWA）台灣角川

成人
- 月下劍姬（著：山河勇，出版：KILL TIME COMMUNICATION（日语：キルタイムコミュニケーション），2006年8月26日發售）ISBN 978-4860322960
- （著：、出版：PARADIGM，2008年6月10日初版）ISBN 978-4894908680

### 畫冊
- 《知世俊作 POTPOURRI CLUB IllustWorks》（出版：MAX（日语：マックス (出版社)），2015年4月15日發行）ISBN 978-4863794122

內容收錄了於成人漫畫雜誌《COMIC POTPOURRI CLUB》2008年7月號至2015年8月號為止發表過的78張插圖，全彩收錄。
- 《知世俊作畫集》（發行：株式會社KADOKAWA，2016年2月29日發行）ISBN 978-4048657914

內容收錄了先前發表的商業用插圖、同人創作插圖。
- 《歡迎來到實力至上主義的教室 知世俊作 Art Works》（出版：KADOKAWA，2017年9月23日發行） ISBN 978-4040692913

「歡迎來到實力至上主義的教室」小說版插畫集第1彈。
- 《歡迎來到實力至上主義的教室  終·1年級篇BOX 知世俊作 Art Works》（出版：KADOKAWA，2020年1月24日發行） ISBN 978-4-04-064252-9

「歡迎來到實力至上主義的教室」小說版插畫集第2彈。

### 其它
- 成人漫畫雜誌《COMIC POTPOURRI CLUB（日语：COMICポプリクラブ）》封面插圖（負責2008年7月號至2015年8月號為止，還有2014年並非每回發表，總記80回）
- 成人漫畫雜誌《Men's YOUNG（日语：メンズヤング）特別號雷》封面插圖（負責第5號至第19號的奇數號，總記8回）
- 成人漫畫雜誌《二次元Dream Magazine（日语：二次元ドリームマガジン）》封面插圖（負責第39、49、59、61、63號）
- 成人漫畫雜誌《鬥姬陵辱》第18號封面插圖
- 成人漫畫雜誌《COMIC UNREAL（日语：コミックアンリアル）》第43號封面插圖
- 《二次元Dream Magazine 插畫集3》封面
- 漫畫選集（宙出版）
- 遊戲《曉之護衛》女主角的抱枕插圖
- 電視動畫 純白交響曲 -The color of lovers- 第7話片尾插圖
- 電視動畫 我的朋友很少NEXT 第6話片尾插圖
- 電視動畫 尋找失去的未來 第2話片尾插圖
- 電視動畫 灰色的樂園 第5話片尾插圖
- 電視動畫 廢天使加百列 第8話片尾插圖
- Game-Style（日语：Game-Style）網站壁紙（發佈期間：2015年10月27日－11月23日）

## 外部連結
- 無限軌道A （页面存档备份，存于） （日語）－知世俊作的官方個人網站（※限18歳以上閱覽）。
- 知世俊作的X（前Twitter） （日語）